# Peur de rien
Peur de rien, en español conocida como Sin miedo,  es el nombre de una película francesa de género drama estrenada en el 2015, dirigida por Danielle Arbid y protagonizada por Manal Issa y Vincent Lacoste. Fue seleccionada para competir en el Festival de cine de Toronto.

## Sinopsis
Lina  es una chica libanesa de 18 años llena de fuerza de voluntad que se instala en París para asistir a la universidad. Lina había planeado quedarse con su tío, pero él termina teniendo un interés oscuro en ella, lo que la hizo huir. Al llegar a la universidad conoce a Antonia, una compañera de clases que decide llevarla a su casa por una noche.Luego, Lina llama a su tío para que este la lleve nuevamente a su casa. En la casa de sus tíos, ella tiene un fuerte disgusto con su tía y se siente presionada, así que no duda en marcharse sin saber a donde ir.
Lina asiste a las discotecas junto a Antonia y allí conoce a Jean-Marc, quien más tarde tiene una cita con ella. Ambos llegan a comprometerse, pero Lina descubre que él está casado. La noticia no parece afectarle a Lina, ya que posteriormente ambos siguen con una aventura. Pero cuando ella parece acercarse cada vez más a Jean-Marc, este decide terminar con ella y no volverla a ver. 
Más tarde, ocurre un incidente en un restaurante, que lleva a conocer a Lina, al joven camarero Julien, quien parece un buen partido, pero guarda un lado criminal y consume drogas. Ambos comparten momentos, van a un concierto y asisten a las fiestas. Todo marchaba bien hasta que muy pronto ocurrirá unanueva separación y una nueva desilusión para Lina.

## Reparto
- Manal Issa como Lina.
- Vincent Lacoste como Rafaël.
- Paul Hamy como Jean-Marc.
- Damien Chapelle como Julien.
- Clara Ponsot como Antonia.
- Bastien Bouillon como Arnaud.
- India Hair como Victoire.

## Reconocimiento
La película fue candidata en la entrega del Festival de cine de Toronto. También contó con una nominación  en los Prix Lumiere a la Mejor revelación femenina para Manal Issa. Fue nominada en Dubai International Film Festival como la Mejor película de ficción. 